# Laniel (Québec)
Laniel est un territoire non organisé situé dans la municipalité régionale de comté du Témiscamingue, dans la région administrative de l'Abitibi-Témiscamingue, au Québec.

## Toponymie
Son nom rappelle celui d'Armand Laniel (1866-1928). Oblat résidant à Maniwaki, il fut chargé des missions du lac Barrière et du lac Victoria.

## Histoire
- 31 octobre 2005 : sur la demande de la MRC du Témiscamingue, le territoire non organisé de Rivière-Kipawa est divisé en deux territoires distincts: Laniel et Les Lacs-du-Témiscamingue[3].

## Géographie

### Climat
| Mois                         | jan. | fév. | mars  | avril | mai  | juin | jui. | août | sep. | oct.  | nov. | déc.  |
| ---------------------------- | ---- | ---- | ----- | ----- | ---- | ---- | ---- | ---- | ---- | ----- | ---- | ----- |
| Record de froid (°C)         | −44  | −40  | −37,5 | −23,3 | −8   | −3   | 0    | 0    | −6   | −11,5 | −27  | −39,5 |
| Record de chaleur (°C)       | 8,3  | 13   | 18,3  | 29    | 35   | 33   | 36,7 | 36,1 | 31,7 | 26,1  | 17,8 | 15,5  |
| Record de pluie en 24 h (mm) | 24   | 23,9 | 39,4  | 44,7  | 77,7 | 78,7 | 75,7 | 74,4 | 73,5 | 73,9  | 33   | 26,4  |
| Record de neige en 24 h (cm) | 33   | 45,7 | 30,5  | 25,4  | 10,2 | 2,4  | 0    | 0    | 5,1  | 20,3  | 32,4 | 30,5  |

## Démographie
| 2001 | 2006 | 2011 | 2016 | 2021 |
| ---- | ---- | ---- | ---- | ---- |
| 85   | 150  | 78   | 82   | 89   |

## Tourisme

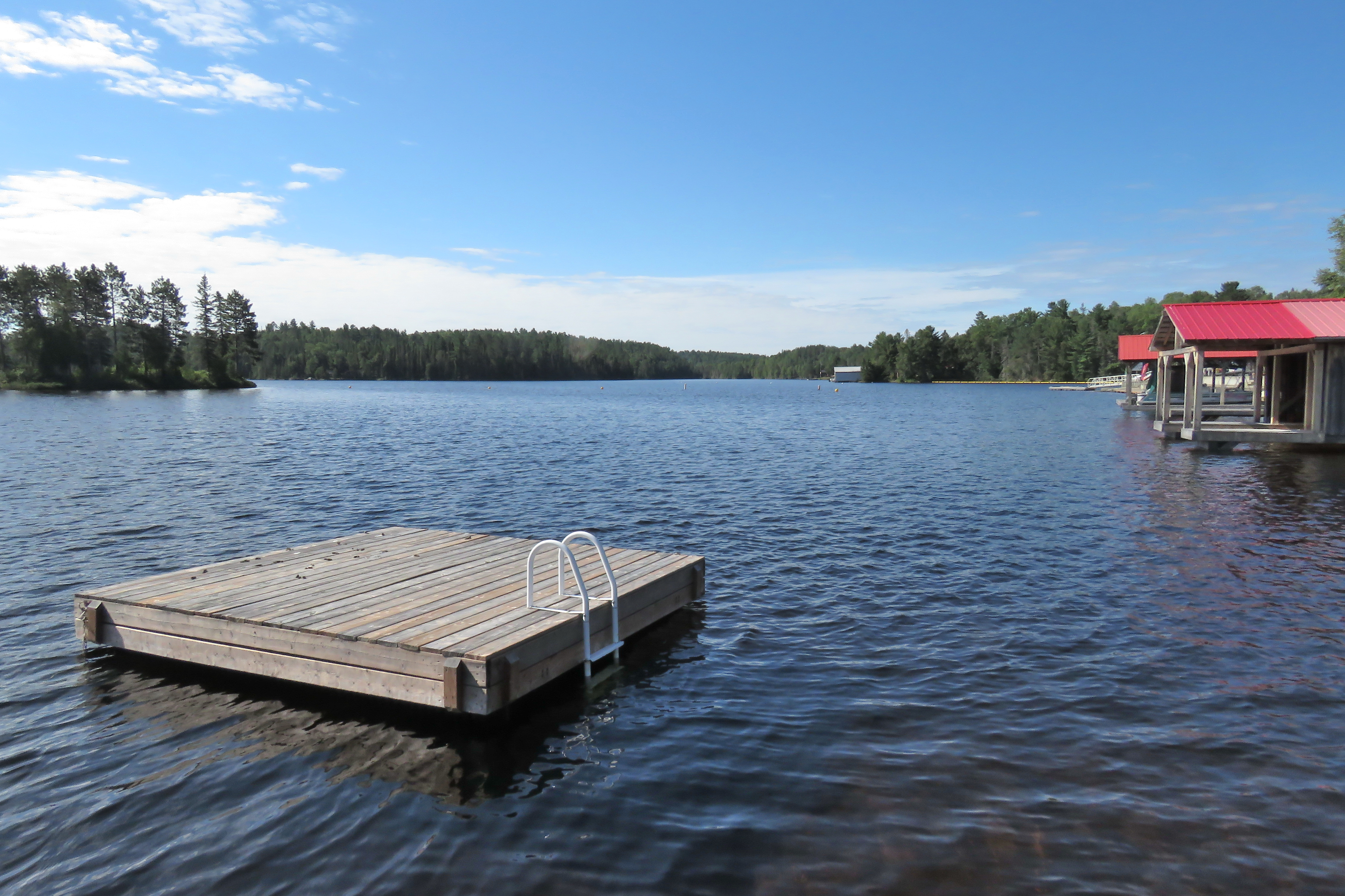
Le lac Kipawa à Laniel
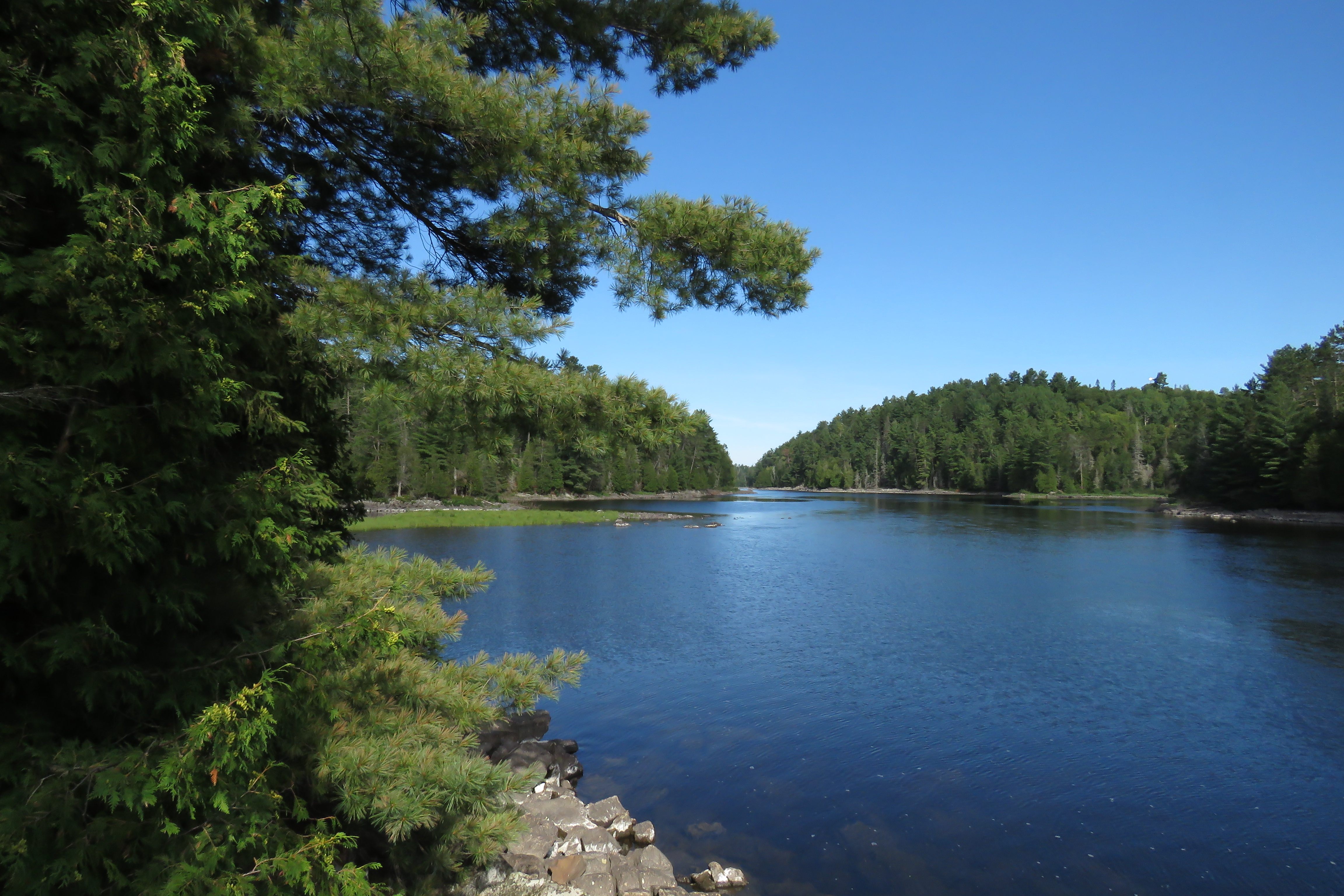
La rivière Kipawa à Laniel
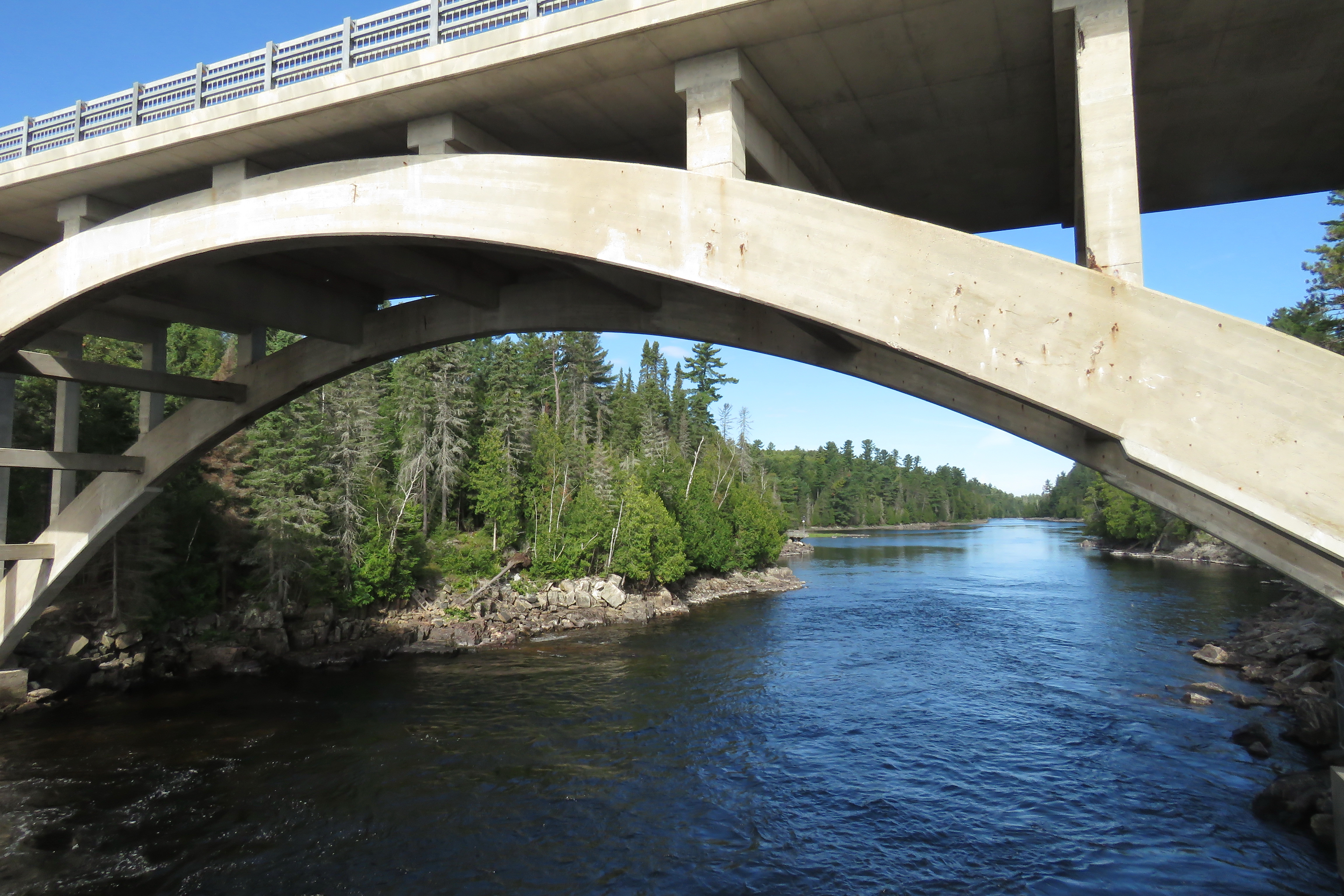
Laniel, le viaduc de la route 101